# Mesa del Parlamento de Cataluña
La Mesa del Parlamento (en catalán, Mesa del Parlament) es el órgano rector del Parlamento de Cataluña. Representa de manera colegiada a la cámara, y gestiona y gobierna la institución.

## Composición
La Mesa está compuesta por:
- Una presidencia.
- Dos vicepresidencias.
- Cuatro secretarías.

Los cargos son elegidos, en votaciones separadas, por el pleno del Parlamento, en el marco de la sesión constitutiva que abre la legislatura. Para gestionar estas primeras votaciones se constituye una Mesa de Edad, presidida por el diputado de mayor edad, asistido por los dos diputados de menor edad.

## Funciones
Las funciones más importantes de la Mesa son: ordenar el trabajo parlamentario, interpretar el Reglamento y dirigir los servicios del Parlamento.

### Presidencia
El presidente o presidenta del Parlamento tiene la representación de la cámara; establece y mantiene el orden de las discusiones y del debate, de acuerdo con el Reglamento, y vela por mantener el orden dentro del Parlamento.

### Vicepresidencia
En casos de vacante, ausencia o impedimento, el presidente o presidenta es sustituido por los vicepresidentes por orden consecutivo.

### Secretarías
Los secretarios supervisan y autorizan las actas de las sesiones plenarias, de la Mesa y de la junta de portavoces; asisten al presidente o presidenta durante las sesiones para asegurar el orden en los debates y la corrección en las votaciones, y también colaboran en los trabajos de la cámara.

## Presidentes
| Esquerra Republicana de Catalunya      | Esquerra Republicana de Catalunya     | Esquerra Republicana de Catalunya |              | Partido Político | Partido Político | Partido Político |
| Convergència i Unió                    |                                       |                                   |              | Partido Político | Partido Político | Partido Político |
| Partido de los Socialistas de Cataluña |                                       |                                   |              | Partido Político | Partido Político | Partido Político |
| Junts pel Sí                           |                                       |                                   |              | Partido Político | Partido Político | Partido Político |
| Junts per Catatalunya                  |                                       |                                   |              | Partido Político | Partido Político | Partido Político |
| Legislaturas                           | Diputado/ada                          | Diputado/ada                      | Diputado/ada | Inicio           | Fin              | Votos            |
| I                                      | Heribert Barrera i Costa              |                                   |              | 1980             | 1984             | 73               |
| II                                     | Miquel Coll i Alentorn                |                                   |              | 1984             | 1988             | 86               |
| III                                    | Joaquim Xicoy i Bassegoda             |                                   | 1988         | 1992             | 75               |                  |
| IV                                     | Joaquim Xicoy i Bassegoda             | 1992                              | 1995         | 77               |                  |                  |
| V                                      | Joan Reventós i Carner                |                                   |              | 1995             | 1999             | 75               |
| VI                                     | Joan Rigol i Roig                     |                                   |              | 1999             | 2003             | 67               |
| VII                                    | Ernest Benach i Pascual               |                                   |              | 2003             | 2006             | 111              |
| VIII                                   | Ernest Benach i Pascual               | 2006                              | 2010         | 70               |                  |                  |
| IX                                     | Núria de Gispert i Català             |                                   |              | 2010             | 2012             | 77               |
| X                                      | Núria de Gispert i Català             | 2012                              | 2015         | 79               |                  |                  |
| XI                                     | Carme Forcadell i Lluís               |                                   |              | 2015             | 2018             | 77               |
| XII                                    | Roger Torrent i Ramió                 |                                   |              | 2018             | 2021             | 65               |
| XIII                                   | Laura Borràs i Castanyer (Suspendida) |                                   |              | 2021             | 2022             | 65               |
| XIII                                   | Alba Vergés i Bosch (En funciones)    |                                   |              | 2022             | 2023             | -                |
| XIII                                   | Anna Erra i Solà                      |                                   |              | 2023             |                  | 64               |

## Composición por legislaturas

### I Legislatura
| Cargo                      | Diputado/ada                | Inicio     | Fin        | Grupo  |
| -------------------------- | --------------------------- | ---------- | ---------- | ------ |
| Presidente del Parlamento  | Heribert Barrera i Costa    | 10/04/1980 | 20/03/1984 | ERC    |
| Vicepresidente/a primero/a | Isidre Molas i Batllori     | 10/04/1980 | 09/09/1980 | PSC    |
| Vicepresidente/a primero/a | Concepció Ferrer i Casals   | 09/09/1980 | 20/03/1984 | CiU    |
| Vicepresidente/a segundo/a | Concepció Ferrer i Casals   | 10/04/1980 | 09/09/1980 | CiU    |
| Vicepresidente/a segundo/a | Isidre Molas i Batllori     | 09/09/1980 | 20/03/1984 | PSC    |
| Secretario primero         | Ramon Camp i Batalla        | 10/04/1980 | 20/03/1984 | CiU    |
| Secretario segundo         | Felip Lorda i Alaiz         | 10/04/1980 | 20/03/1984 | PSC    |
| Secretario tercero         | Ramon Espasa i Oliver       | 10/04/1980 | 09/09/1980 | PSUC   |
| Secretario tercero         | Enrique Manuel-Rimbau Tomás | 09/09/1980 | 20/03/1984 | CC-UCD |
| Secretario cuarto          | Enrique Manuel-Rimbau Tomás | 10/04/1980 | 09/09/1980 | CC-UCD |
| Secretario cuarto          | Ramon Espasa i Oliver       | 09/09/1980 | 11/10/1983 | PSUC   |
| Secretario cuarto          | Marcel Planellas Aran       | 11/10/1983 | 20/03/1984 | PSUC   |

### II Legislatura
| Cargo                     | Diputado/ada               | Inicio     | Fin        | Grupo |
| ------------------------- | -------------------------- | ---------- | ---------- | ----- |
| Presidente del Parlamento | Miquel Coll i Alentorn     | 17/05/1984 | 04/04/1988 | CiU   |
| Vicepresidente primero    | Arcadi Calzada i Salavedra | 17/05/1984 | 04/04/1988 | CiU   |
| Vicepresidente segundo    | Isidre Molas i Batllori    | 17/05/1984 | 04/04/1988 | PSC   |
| Secretario primero        | Ramon Camp i Batalla       | 17/05/1984 | 04/04/1988 | CiU   |
| Secretario segundo        | Felip Lourdes i Alaiz      | 17/05/1984 | 04/04/1988 | PSC   |
| Secretaria tercera        | Flora Sanabra i Villarroya | 17/05/1984 | 04/04/1988 | CiU   |
| Secretario cuarto         | Marçal Casanovas i Guerri  | 17/05/1984 | 04/04/1988 | ERC   |

### III Legislatura
| Cargo                     | Diputado/ada                   | Inicio     | Fin        | Grupo |
| ------------------------- | ------------------------------ | ---------- | ---------- | ----- |
| Presidente del Parlamento | Joaquim Xicoy i Bassegoda      | 16/06/1988 | 21/01/1992 | CiU   |
| Vicepresidente primero    | Arcadi Calzada i Salavedra     | 16/06/1988 | 21/01/1992 | CiU   |
| Vicepresidente segundo    | Antoni Dalmau i Ribalta        | 16/06/1988 | 21/01/1992 | PSC   |
| Secretario primero        | Ramon Camp i Batalla           | 16/06/1988 | 21/01/1992 | CiU   |
| Secretario segundo        | Luis Andrés García Sáez        | 16/06/1988 | 09/01/1992 | PSC   |
| Secretaria tercera        | Flora Sanabra i Villarroya     | 16/06/1988 | 21/01/1992 | CiU   |
| Secretario/a cuarto/a     | Celestino Andrés Sánchez Ramos | 16/06/1988 | 21/12/1989 | IC    |
| Secretario/a cuarto/a     | Rosa Fabián Martínez           | 21/12/1989 | 21/01/1992 | IC    |

### IV Legislatura
| Cargo                     | Diputado/ada               | Inicio     | Fin        | Grupo |
| ------------------------- | -------------------------- | ---------- | ---------- | ----- |
| Presidente del Parlamento | Joaquim Xicoy i Bassegoda  | 03/04/1992 | 26/09/1995 | CiU   |
| Vicepresidente primero    | Arcadi Calzada i Salavedra | 03/04/1992 | 26/09/1995 | CiU   |
| Vicepresidente segundo    | Antoni Dalmau i Ribalta    | 03/04/1992 | 26/09/1995 | PSC   |
| Secretario/a primero/a    | Ramon Camp i Batalla       | 03/04/1992 | 16/06/1993 | CiU   |
| Secretario/a primero/a    | Flora Sanabra i Villarroya | 16/06/1993 | 26/09/1995 | CiU   |
| Secretario segundo        | Xavier Guitart i Domènech  | 03/04/1992 | 26/09/1995 | PSC   |
| Secretario/a tercero/a    | Flora Sanabra i Villarroya | 03/04/1992 | 16/06/1993 | CiU   |
| Secretario/a tercero/a    | Enric Castellnou i Alberch | 16/06/1993 | 26/09/1995 | CiU   |
| Secretario cuarto         | Xavier Bosch i Garcia      | 03/04/1992 | 26/09/1995 | ERC   |

### V Legislatura
| Cargo                     | Diputado/ada                 | Inicio     | Fin        | Grupo |
| ------------------------- | ---------------------------- | ---------- | ---------- | ----- |
| Presidente del Parlamento | Joan Reventós i Carnero      | 05/12/1995 | 24/08/1999 | PSC   |
| Vicepresidente primero    | Domènec Sesmilo i Rius       | 05/12/1995 | 24/08/1999 | CiU   |
| Vicepresidente segundo    | Simó Pujol i Folcrà          | 05/12/1995 | 24/08/1999 | PPC   |
| Secretario primero        | Raimon Escudé i Pladellorens | 05/12/1995 | 24/08/1999 | CiU   |
| Secretario segundo        | Xavier Bosch i Garcia        | 05/12/1995 | 22/10/1996 | ERC   |
| Secretario segundo        | Ernest Benach i Pascual      | 22/10/1996 | 24/08/1999 | ERC   |
| Secretario tercero        | Francesc Codina i Castillo   | 05/12/1995 | 24/08/1999 | CiU   |
| Secretario/a cuarto/a     | Imma Mayol i Beltran         | 05/12/1995 | 16/06/1998 | IC    |
| Secretario/a cuarto/a     | Roc Fuentes i Navarro        | 16/06/1998 | 24/08/1999 | IC    |

### VI Legislatura
| Cargo                     | Diputado/ada                | Inicio     | Fin        | Grupo |
| ------------------------- | --------------------------- | ---------- | ---------- | ----- |
| Presidente del Parlamento | Joan Rigol i Roig           | 05/11/1999 | 23/09/2003 | CiU   |
| Vicepresidente primero    | Higini Clotas i Cierco      | 05/11/1999 | 23/09/2003 | PSC   |
| Vicepresidenta segunda    | Dolors Montserrat i Culleré | 05/11/1999 | 23/09/2003 | PPC   |
| Secretaria primera        | Carme Valls i Llobet        | 05/11/1999 | 23/09/2003 | PSC   |
| Secretario segundo        | Ernest Benach i Pascual     | 05/11/1999 | 23/09/2003 | ERC   |
| Secretario tercero        | Francesc Codina i Castillo  | 05/11/1999 | 16/06/2000 | CiU   |
| Secretario tercero        | Esteve Orriols i Sendra     | 16/06/2000 | 23/09/2003 | CiU   |
| Secretario cuarto         | Isidre Gavín i Valls        | 05/11/1999 | 23/09/2003 | CiU   |

### VII Legislatura
| Cargo                     | Diputado/ada             | Inicio     | Fin        | Grupo    |
| ------------------------- | ------------------------ | ---------- | ---------- | -------- |
| Presidente del Parlamento | Ernest Benach i Pascual  | 05/12/2003 | 08/09/2006 | ERC      |
| Vicepresidente primero    | Higini Clotas i Cierco   | 05/12/2003 | 08/09/2006 | PSC      |
| Vicepresidente segundo    | Ramon Camp i Batalla     | 05/12/2003 | 08/09/2006 | CiU      |
| Secretaria primera        | Anna Miranda i Torres    | 05/12/2003 | 08/09/2006 | CiU      |
| Secretaria segunda        | Carme Carretero i Romay  | 05/12/2003 | 08/09/2006 | PSC      |
| Secretario tercero        | Rafael Luna i Vives      | 05/12/2003 | 08/09/2006 | PPC      |
| Secretaria cuarta         | Marina Llansana i Rosich | 05/12/2003 | 24/03/2004 | ERC      |
| Secretaria cuarta         | Elisabet Font Montanyà   | 24/03/2004 | 08/09/2006 | ICV-EUiA |

### VIII Legislatura
| Cargo                     | Diputado/ada                 | Inicio     | Fin        | Grupo    |
| ------------------------- | ---------------------------- | ---------- | ---------- | -------- |
| Presidente del Parlamento | Ernest Benach i Pascual      | 17/11/2006 | 05/10/2010 | ERC      |
| Vicepresidente primero    | Higini Clotas i Cierco       | 17/11/2006 | 05/10/2010 | PSC      |
| Vicepresidente segundo    | Ramon Camp i Batalla         | 17/11/2006 | 23/09/2008 | CiU      |
| Vicepresidente segundo    | Lluís Maria Corominas i Díaz | 30/09/2008 | 05/10/2010 | CiU      |
| Secretaria primera        | Lídia Santos i Arnau         | 17/11/2006 | 05/10/2010 | PSC      |
| Secretario segundo        | Antoni Castellà i Clavé      | 17/11/2006 | 05/10/2010 | CiU      |
| Secretario tercero        | Jordi Miralles i Conte       | 17/11/2006 | 05/10/2010 | ICV-EUiA |
| Secretario cuarto         | Rafael Luna i Vives          | 17/11/2006 | 05/10/2010 | PPC      |

### IX Legislatura
| Cargo                     | Diputado/ada                 | Inicio     | Fin        | Grupo |
| ------------------------- | ---------------------------- | ---------- | ---------- | ----- |
| Presidenta del Parlamento | Núria de Gispert i Català    | 16/12/2010 | 02/10/2012 | CiU   |
| Vicepresidente primero    | Lluís Maria Corominas i Díaz | 16/12/2010 | 02/10/2012 | CiU   |
| Vicepresidente segundo    | Higini Clotas i Cierco       | 16/12/2010 | 02/10/2012 | PSC   |
| Secretario primero        | Jordi Cornet i Serra         | 16/12/2010 | 17/01/2012 | PPC   |
| Secretario primero        | Pere Calbó i Roca            | 17/01/2012 | 02/10/2012 | PPC   |
| Secretaria segunda        | Montserrat Tura i Camafreita | 16/12/2010 | 02/10/2012 | CiU   |
| Secretario tercero        | Josep Rull i Andreu          | 16/12/2010 | 02/10/2012 | CiU   |
| Secretaria cuarta         | Dolors Batalla i Nogués      | 16/12/2010 | 02/10/2012 | CiU   |

### X Legislatura
| Cargo                     | Diputado/ada                 | Inicio     | Fin        | Grupo    |
| ------------------------- | ---------------------------- | ---------- | ---------- | -------- |
| Presidenta del Parlamento | Núria de Gispert i Català    | 17/12/2012 | 04/08/2015 | CiU      |
| Vicepresidenta primera    | Anna Simó i Castelló         | 17/12/2012 | 04/08/2015 | ERC      |
| Vicepresidente segundo    | Lluís Maria Corominas i Díaz | 17/12/2012 | 04/08/2015 | CiU      |
| Secretario primero        | Miquel Iceta i Llorens       | 17/12/2012 | 23/07/2014 | PSC      |
| Secretario primero        | Pere Navarro i Morera        | 27/07/2014 | 04/08/2015 | PSC      |
| Secretario segundo        | Pere Calbó i Roca            | 17/12/2012 | 04/08/2015 | PPC      |
| Secretario tercero        | Josep Rull i Andreu          | 17/12/2012 | 04/08/2015 | CiU      |
| Secretario cuarto         | David Companyon i Costa      | 17/12/2012 | 04/08/2015 | ICV-EUiA |

### XI Legislatura
| Cargo                     | Diputado/ada                      | Inicio     | Fin        | Grupo |
| ------------------------- | --------------------------------- | ---------- | ---------- | ----- |
| Presidenta del Parlamento | Carme Forcadell i Lluís           | 26/10/2015 | 28/10/2017 | JxSí  |
| Vicepresidente primero    | Lluís Maria Corominas i Díaz      | 26/10/2015 | 25/07/2017 | JxSí  |
| Vicepresidente primero    | Lluís Guinó i Subirós             | 25/07/2017 | 28/10/2017 | JxSí  |
| Vicepresidente segundo    | José María Espejo-Saavedra Conesa | 26/10/2015 | 28/10/2017 | Cs    |
| Secretaria primera        | Anna Simó i Castelló              | 26/10/2015 | 28/10/2017 | JxSí  |
| Secretario segundo        | David Pérez i Ibáñez              | 26/10/2015 | 28/10/2017 | PSC   |
| Secretario tercero        | Joan Josep Nuet i Pujals          | 26/10/2015 | 28/10/2017 | CSQP  |
| Secretaria cuarta         | Ramona Barrufet i Santacana       | 26/10/2015 | 28/10/2017 | JxSí  |

### XII Legislatura
| Cargo                     | Diputado/ada                      | Inicio     | Fin        | Grupo |
| ------------------------- | --------------------------------- | ---------- | ---------- | ----- |
| Presidente del Parlamento | Roger Torrent i Ramió             | 17/01/2018 | 12/03/2021 | ERC   |
| Vicepresidente primero    | Josep Costa i Rosselló            | 17/01/2018 | 12/03/2021 | JxC   |
| Vicepresidente segundo    | José María Espejo-Saavedra Conesa | 16/10/2015 | 29/05/2019 | Cs    |
| Vicepresidente segundo    | Joan García González              | 29/05/2019 | 12/03/2021 | Cs    |
| Secretario primero        | Eusebi Campdepadrós i Pucurull    | 17/01/2018 | 12/03/2021 | JxC   |
| Secretario segundo        | David Pérez i Ibáñez              | 17/01/2018 | 12/03/2021 | PSC   |
| Secretaria tercera        | Joan García González              | 16/01/2018 | 29/05/2019 | Cs    |
| Secretaria tercera        | Laura Vílchez                     | 29/05/2019 | 12/03/2021 | Cs    |
| Secretaria cuarta         | Alba Vergés i Bosch               | 17/01/2018 | 04/06/2018 | ERC   |
| Secretaria cuarta         | Adriana Delgado                   | 04/06/2018 | 26/11/2019 | ERC   |
| Secretaria cuarta         | Rut Ribas i Martí                 | 26/11/2019 | 12/03/2021 | ERC   |

### XIII Legislatura
| Cargo                     | Diputado/ada                        | Inicio     | Fin        | Grupo |
| ------------------------- | ----------------------------------- | ---------- | ---------- | ----- |
| Presidenta del Parlamento | Laura Borràs Castanyer (Suspendida) | 12/03/2021 | 28/07/2022 | JxCat |
| Presidenta del Parlamento | Alba Vergés i Bosch (En funciones)  | 28/07/2022 | 09/06/2023 | ERC   |
| Presidenta del Parlamento | Anna Erra i Solà                    | 09/06/2023 |            | JxCat |
| Vicepresidenta primera    | Anna Caula i Paretes                | 12/03/2021 | 06/06/2021 | ERC   |
| Vicepresidenta primera    | Alba Vergés i Bosch                 | 16/06/2021 |            | ERC   |
| Vicepresidenta segunda    | Eva Granados Galiano                | 12/03/2021 | 30/09/2021 | PSC   |
| Vicepresidenta segunda    | Assumpta Escarp Gibert              | 05/10/2021 |            | PSC   |
| Secretario primero        | Ferran Pedret Santos                | 12/03/2021 |            | PSC   |
| Secretaria segundo        | Jaume Alonso-Cuevillas Sayrol       | 12/03/2021 | 07/04/2021 | JxCat |
| Secretaria segundo        | Aurora Madaula i Giménez            | 29/04/2021 |            | JxCat |
| Secretario tercero        | Pau Juvillà                         | 12/03/2021 | 28/01/2022 | CUP   |
| Secretario tercero        | Carles Riera i Albert               | 22/02/2022 |            | CUP   |
| Secretario cuarto         | Ruben Wagensberg                    | 12/03/2021 |            | ERC   |